# Austropurcellia scoparia
Austropurcellia scoparia is een hooiwagen uit de familie Pettalidae. De wetenschappelijke naam van Austropurcellia scoparia gaat terug op C. Juberthie.